# George Stinney
George Junius Stinney Jr. (21 de outubro de 1929 – 16 de junho de 1944) foi um adolescente afro-americano condenado à pena de morte, em junho de 1944, na cidade de Alcolu, Carolina do Sul. Foi executado aos 14 anos de idade, o que fez dele a pessoa mais jovem a ter recebido a pena capital, nos Estados Unidos, no século XX.
A condenação de Stinney e o processo judicial que levou à sua execução permanecem controversos, com suspeitas de parcialidade motivada por racismo. Em 2014, 70 anos após sua execução, a sentença condenatória foi considerada um erro judicial e anulada por um tribunal, por conter inúmeras falhas e inconsistências no processo.

## Vida e condenação
Em 1944, George Junius Stinney Jr. vivia em Alcolu, no condado de Clarendon, na Carolina do Sul, nos Estados Unidos. O rapaz de 14 anos morava com o pai, George Stinney Sr., a sua mãe Aime, os irmãos John, de 17 anos, e Charles, de 12 anos, e as irmãs Katherine, de 10 anos, e Aime, de 7 anos. O pai trabalhava numa serraria e a família vivia numa casa fornecida pelo patrão dele. Alcolu era uma cidade pequena de classe trabalhadora, onde, na área residencial, a comunidade negra vivia separada dos brancos, pois imperavam as chamadas leis Jim Crow. Isso era típico de várias cidades do sul dos Estados Unidos, com escolas, igrejas e outros locais públicos segregados por força de lei, com pouca interação entre brancos e negros.
Em 23 de março de 1944, duas meninas brancas, Betty June Binnicker, de 11 anos, e Marie Emma Thames, de 8 anos, andavam de bicicleta à procura de flores. Ao passarem pela casa da família Stinney, perguntaram ao jovem George Stinney e à sua irmã, Katherine, se eles sabiam onde encontrar "flores-da-paixão". Mais tarde, quando as meninas não retornaram para casa, grupos de busca foram organizados, com centenas de voluntários. Os corpos das meninas foram encontrados na manhã seguinte, em uma vala. Ambas tinham sofrido ferimentos graves na cabeça.
Stinney foi preso algumas horas depois e interrogado por vários policiais, em uma sala trancada, sem outras testemunhas além dos agentes. Após uma hora, foi anunciado que Stinney havia confessado o crime. De acordo com a confissão, Stinney tentou abusar sexualmente de Betty enquanto ela catava as flores. Segundo a polícia, após perder a paciência com a menina mais nova, que tentava proteger a amiga, ele acabou por matar as duas com uma barra de ferro e atirou os corpos em um buraco lamacento. De acordo com os policiais, Stinney aparentemente tinha sido bem-sucedido em matar ambas ao mesmo tempo, causando trauma contuso em suas cabeças, quebrando os crânios de cada uma em pelo menos 4 pedaços. No dia seguinte, Stinney foi acusado de assassinato em primeiro grau. O pai dele foi demitido de seu emprego na serraria, e sua família teve que se mudar, temendo represálias. Mais tarde verificou-se que a tal barra de ferro usada no crime pesava mais de 9,7 kg. e teria sido altamente improvável que Stinney, um garoto de 40 quilos, fosse capaz de erguer tal peso e ainda tivesse força para golpear e matar as duas meninas ao mesmo tempo. Além disso, os policiais presentes na suposta confissão de Stinney, teriam apresentado informações conflitantes e não teriam qualquer evidência física que corroborasse as histórias.
O julgamento ocorreu em 24 de abril, no tribunal do condado de Clarendon. Após a seleção do júri, o julgamento começou, às 12h30 e terminou às 17h30. Em apenas dez minutos, o júri, composto inteiramente de homens brancos, emitiu o veredito de culpado, e a sentença foi de morte na cadeira elétrica. O advogado de Stinney, Charles Plowden, apontado pelo estado, não contra-argumentou, não convocou testemunhas e tampouco recorreu da sentença. Sob as leis da Carolina do Sul, indivíduos com idade superior a 14 anos eram - e ainda são - tratados como adultos.

## Execução
Em 16 de junho de 1944, George Stinney foi executado no complexo correcional de Colúmbia, na Carolina do Sul. Às 19h30, Stinney caminhou até a cadeira elétrica com uma Bíblia debaixo do braço. O equipamento, de tamanho adulto, não lhe servia, e quando foi atingido pela primeira onda de eletricidade, de 2.400 volts, a máscara que cobria seu rosto escorregou, revelando as queimaduras de terceiro grau em seu rosto e cabeça. Foram necessárias três descargas elétricas até que ele fosse declarado oficialmente morto, quatro minutos após o início do procedimento.

## Anulação da sentença
Todo o processo e a investigação do caso geraram controvérsias. Contudo, em 17 de dezembro de 2014, 70 anos depois de sua execução, a Justiça, por meio da juíza Carmen Mullen, anulou a condenação de George Stinney. A magistrada tomou esta decisão após o pedido de familiares de George, porque "o Tribunal da Carolina do Sul falhou em garantir um julgamento justo em 1944". Isso fez dele apenas um suspeito, já que um novo processo seria necessário para provar ou não sua culpa. A juíza concluiu, pela análise dos fatos, ser provável que a confissão tenha sido conseguida através de meios coercitivos, decidindo assim pela anulação da sentença anterior.

## Cultura popular
O caso de George Stinney inspirou o filme Carolina Skeletons, de 1991, dirigido por John Erman, e cujo roteiro foi baseado livro homônimo de David Stout (1942 – 2020), lançado em 1988. O filme À Espera de um Milagre, que foi parcialmente baseado no livro de Stephen King, também apresenta alguma semelhança com o caso de Stinney.